# Anthobiodes
Anthobiodes is een geslacht van kevers uit de familie bladkevers (Chrysomelidae).
De wetenschappelijke naam van het geslacht werd in 1887 gepubliceerd door Julius Weise.

## Soorten
- Anthobiodes angustus Allard, 1876
- Anthobiodes heydeni Allard, 1870
- Anthobiodes turcicus Medvedev, 1975